# Takako Chigusa
Takako Chigusa (千草貴子 Chigusa Takako?) es uno de los personajes principales de la novela Battle Royale. En la película y el manga tiene el mismo nombre. En la versión estadounidense del manga la llaman afectuosamente Taka. En la película el papel de Takako Chigusa fue interpretado por Chiaki Kuriyama.

## Descripción
Takako Chigusa es una de las estudiantes de la clase de tercer año del instituto Shiroiwa de la ciudad ficticia de Shiroiwa (en la prefectura de Kagawa en la novela y el manga mientras que en la película es en la prefectura de Kanagawa). Chigusa es la mejor corredora del equipo de atletismo femenino; su récord es de 200 metros en sprint, el segundo mejor de la historia del colegio. Chigusa es una chica muy atractiva, descrita así por varios chicos (incluyendo a Shinji Mimura). Según el propio Mimura, es la chica más guapa de la clase, seguida por la malvada Mitsuko Souma. En un flashback, Mimura llega a describir Chigusa como "una gran chica".
Tenía los ojos curvados hacia arriba, barbilla afilada, boca bien formada y una nariz bien definida que le daba un aspecto feroz pero aristocrático. El cabello de Takako era largo y teñía de anaranjado algunos mechones, pero esto se consideraba asertivo y la hacía parecer aún más atractiva. Su belleza fue comparada una vez con una diosa de la guerra.
Le gustaba llevar accesorios, que incluían dos pendientes en la oreja izquierda y uno en la derecha, cinco brazaletes, anillos de diseño en los dedos medio y anular de la mano izquierda y un colgante hecho con una moneda extranjera. Además mantenía sus uñas largas y cuidadas.

## Antes del juego
En la novela, Chigusa tiene mechones anaranjados en el cabello (en el manga no se menciona su color), pendientes (dos en la oreja izquierda y uno en la derecha), un anillo en su dedo índice y dos en el anular de mano izquierda, cinco pulseras en su muñeca derecha y un collar con una moneda extranjera. Chigusa usa sus uñas largas, para disgusto del señor Tada, su entrenador personal, pero el colegio le permite asistir con esa indumentaria debido a su notable capacidad deportiva y buenas notas. A Chigusa también le molesta tener que llevar uniforme para ir al colegio, el cual considera innecesario, cuando se enfada, siempre hace una mueca. Chigusa tiene una hermana, Ayako, dos años menor que ella y una perrita como mascota, Hanako.
La mejor amiga de Chigusa era Kahoru Kitazawa, una chica de otra clase que era su amiga desde hace siete años. Su mejor amigo en su clase es Hiroki Sugimura, el único compañero en el que confía, son amigos desde la primaria. Sugimura es compañero de clase de Chigusa desde que entraron en octavo grado (segundo año) y ella está enamorada de él pero no lo admite. También se enamoró de un chico mayor que ella. Cuando comenzaron los rumores de que ella estaba saliendo con Kazushi Niida se ofendió y enfadó con Niida por no desmentirlos; a pesar de los rumores todos los que la conocían estaban convencidos de que su cercanía con Sugimura se debía a que eran pareja.
En el manga, Niida también revela que, antes de entrar en Battle Royale, debido a su actitud fría y seria, acompañado por una arrogancia que rebasaba el límite, la gente solía referirse a ella como una "perra robot", llamándola así en repetidas ocasiones.

## En el juego
En la película, tras despertar en el colegio de la isla, Chigusa le pregunta a Kitano si puede ir al servicio, éste le dice que espere. Como respuesta, Chigusa le lanza una mirada desafiante. Nada de estos sucesos ocurren ni en la novela ni en el manga.
Cuando fue el turno de Takako para abandonar el colegio corrió tan rápido como sus piernas pudieron para alejarse de la escuela sin darse cuenta de que pasó junto a Hiroki Sugimura quien la esperaba. Corrió hacia la frontera de H-4 y H-5 donde encontró una casa abandonada oculta entre los árboles y decidió pasar la noche allí y fue testigo de la muerte de Yumiko Kusaka y Yukiko Kitano, haciéndola cada vez más paranoica por lo que esperó hasta las 13:00 horas del primer día para dejar su ubicación, sopesando la posibilidad de buscar un grupo de personas con quien hacer equipo, aunque había decidido evitar a los varones ya que instintivamente desconfiaba de cualquiera excepto Sugimura.
Veinte minutos después de dejar la casa se encontró con Kazushi Niida y aunque intentó evitarlo él la persiguió armado con la ballesta de Yoshio Akamatsu. Niida intenta obligarla a unirse a él bajo amenaza de muerte, lo que Chigusa responde con burlas, por lo que el muchacho intenta violarla iniciando una pelea donde le clava una flecha en la pierna y posteriormente usa el nunchaku de Mayumi Tendo para golpearla en el suelo; como respuesta, Chigusa consigue clavarle sus uñas en los ojos, en los testículos y finalmente lo mata apuñalándolo con su picahielo.
En el manga, Chigusa le clava las uñas en los ojos y le pisotea los testículos tras lo cual le da la oportunidad de rendirse; Niida finge aceptar y marcharse pero intenta atacar a traición de Chigusa, quien consigue clavarle una de las flechas en la boca, matándolo.

## Destino
En la novela, tras matar a Niida descubre que Mitsuko Souma está detrás de ella y después de una breve conversación, Chigusa intenta huir pero Mitsuko la dispara tres veces en las lumbares (una en el manga) y huye dándola por muerta.
En el manga, Chigusa colapsa cerca de donde está el cuerpo de Niida. Primero se arrodilla, y luego piensa en Sugimura, que lo va a volver a ver. Entonces Mitsuko, a traición, llega y le dispara por la espalda pero consigue ver a Mitsuko. Chigusa logra sobrevivir media hora hasta que Sugimura la encuentra. Cuando Sugimura la encuentra, Chigusa le advierte sobre Mitsuko, y le dice que él es realmente una buena persona. Él le responde diciéndole que ella es la mejor chica del mundo. Chigusa se despide de su familia y de Sugimura, que lo tendrá siempre en su corazón. Chigusa muere dos minutos después, en los brazos de Sugimura.
En la película, después de que empiece el juego, ella continua su entrenamiento y piensa en Sugimura. Después se encuentra con Niida quien intenta convencerla de tener relaciones antes de morir, cosa que la muchacha rechaza señalando que sabe que es el propio Niida quien inició los rumores sobre ellos al jactarse que ya han dormido juntos, tras esto sucede todo en un orden muy similar al manga y la novela. Salvo que Chigusa persigue a Niida porque una de las flechas de la ballesta le ha hecho un corte en la mejilla derecha. Enfadada, le persigue y le clava su arma asignada (una navaja) en la espalda, la entrepierna, el estómago y finalmente en el corazón. Como en la novela y en el manga, Mitsuko Souma está detrás de ella y Chigusa escapa pero Mitsuko le dispara tres veces. Uno de esos disparos da a Chigusa y Mitsuko, creyéndola muerta, se va. Chigusa consigue correr unos pasos más hasta caer. Mientras está agonizando, Sugimura consigue encontrarla. Ésta le pregunta: ¿Estás enamorado de alguien, Hiroki?, Sugimura le dice: Sí, Chigusa después le hace otra pregunta: ¿De mí no, verdad?. Y Sugimura le dice, No. Después Chigusa le pide a Sugimura que se queda un rato con ella, porque no le queda mucho tiempo.
En la novela, su último pensamiento es, Querido Dios, ¿puedo decirle algo más?. A continuación dice, Te has convertido en un chico muy fuerte, Hiroki. Sugimura responde, ...Y tú eres la mejor chica del mundo. Chigusa no llega a decirle gracias, pero en su corazón sí se lo agrade. Después de decirle gracias en su corazón, muere.
En la película, el último pensamiento de Chigusa es, Dios mío, ¿puedo decirle algo más?. Entonces ella dice, ¿Sabes que eres muy guapo, Hiroki?. Sugimura le responde, Tú también, eres la chica más guapa del mundo. Chigusa llega a decirle gracias antes de morir. Cuando Chigusa muere, Sugimura se queda sollozando en el hombro de ella. 